# Daniel Nkonyane
Daniel Nkonyane var en pastor och kyrkoledare i Charlestown, Sydafrika.
I slutet av 1800-talet bildade han och den reformerte predikanten Pieter L le Roux en församling i Othaka, Sydafrika. 
1903 antogs namnet Zionist Apostolic Church (ZAC), under inspiration av missionärer från Christian Catholic Church (CCC) i Wakkerstroom. När le Roux, i samverkan med den amerikanske missionären John G Lake, lämnade församlingen för att istället bilda Apostolic Faith Mission of South Africa så fick Nkonyane 1908 överta ledningen av ZAC.

Efter några år bröts kontakten med CCC i USA och mellan 1917 och 1920 bildade Nkonyane istället 
Christian Catholic Apostolic Holy Spirit Church in Zion.
Tillsammans med sin vän Edgar Mahon etablerade han sionistkyrkor över hela Sydafrika.